# Gelbschulterstärling
Der Gelbschulterstärling (Agelaius xanthomus) ist ein seltener Singvogel aus der artenreichen Familie der Stärlinge. Er ist ein endemischer Bewohner der Karibikinsel Puerto Rico und der zu diesem Territorium gehörenden Insel Mona, die mehr als 60 Kilometer weiter westlich liegt. Sein Fortbestand ist durch eingeschleppte Prädatoren wie etwa Ratten und vor allem durch die Einführung des Seidenkuhstärlings, bei dem es sich um einen Brutparasiten handelt, gefährdet.

## Merkmale
Gelbschulterstärlinge erreichen ausgewachsen eine Größe von etwa 20 bis 23 cm und ein Gewicht von circa 43 bis 65 g. Die Männchen werden tendenziell etwas größer und schwerer als ihre weiblichen Artgenossen, ein weitergehender Sexualdimorphismus, anhand dessen die Geschlechter eindeutig zu identifizieren wären, besteht bei der Art hingegen nicht. Entsprechend besitzen Männchen wie Weibchen am ganzen Körper ein glänzendes, schwarzes Gefieder, das im Schulterbereich einen namensgebenden, leuchtend gelben Fleck an den Konturfedern aufweist. Die Gesamterscheinung wirkt grazil, mit langen, dünnen Beinen und eher schmalen Flügeln. Der Schnabel ist gestreckt und spitz zulaufend.
Besonders wenn der auffällige Schulterfleck nicht direkt sichtbar ist, kann der Gelbschulterstärling gelegentlich mit seinem Brutparasiten, dem Seidenkuhstärling, verwechselt werden. Als weitere Unterscheidungsmerkmale können der kürzere, dickere Schnabel und ein stärker glänzendes Gefieder beim Seidenkuhstärling herangezogen werden.

## Verhalten
Gelbschulterstärlinge sind soziale, nicht-territoriale Vögel, die vor allem während Ruhephasen auch gemischte Schwärme mit anderen Arten bilden. Besonders während der sehr heißen Mittagsstunden suchen die Vögel gemeinsam mit Seidenkuhstärlingen, Grauen Königstyrannen, Carolinatauben und Antillengrackeln Schutz im Schatten niedriger Bäume. Hierbei können Gelbschulterstärlinge bei der gegenseitigen Gefiederpflege beobachtet werden, ein für Stärlinge eher ungewöhnliches Verhalten. Im Falle einer sich nähernden Bedrohung werden die ansonsten recht ruffreudigen Vögel plötzlich still. Besonders bei Störungen aus der Luft, beispielsweise durch Buntfalken oder Truthahngeier ziehen sich Gelbschulterstärlinge zumeist tiefer in die Deckung der Vegetation zurück und warten dort ab, bis die Bedrohung vorüber ist. Landbewohnenden Tieren und auch Menschen gegenüber zeigen die Vögel hingegen ein Mobbingverhalten, das sich durch enge Vorbeiflüge und lautes Rufen manifestiert. Die Art ist ein Standvogel, der das ganze Jahr über in seinem sehr kleinen Verbreitungsgebiet angetroffen werden kann. Bekannte Rufe und Lautäußerungen schließen ein hartes chet oder chulp sowie ein als „kreischend“ beschriebenes naaah ein.
Der Gelbschulterstärling gehört zu den Arten, bei denen ein als Einemsen bezeichnetes Verhalten beobachtet werden kann. Hierbei legen sich die Vögel in der Nähe eines Ameisenhaufens mit ausgebreiteten Flügeln flach auf den Boden und erlauben es den Ameisen, in ihr Gefieder einzudringen. Besonders an den Flügeln werden die Ameisen aktiv mit dem jeweils anderen Flügel in das Gefieder eingerieben. Die genaue Funktion dieses Verhaltens ist bislang nicht abschließend erforscht. Als am wahrscheinlichsten gilt eine gefiederpflegende und bakterizide sowie fungizide Wirkung der abgesonderten Ameisensäure.

### Ernährung
Die Art ernährt sich recht variabel, wobei die Suche nach Insekten auf Ästen und Zweigen bevorzugt wird. Besonders gern werden miteinander verwobene Klumpen des Bromeliengewächses Tillandsia recurvata nach Fressbarem durchsucht. Darüber hinaus suchen Gelbschulterstärlinge Rinde und Borke nach Insekten ab, wobei sie ähnlich wie Spechte vertikal oder auch kopfüber an Ästen und Stämmen hängen können. Aufgescheuchte, fliegende Insekten werden mit schnellen Sprüngen und kurzen Flügen aus der Luft gefangen. Eher selten wird am Boden mit scharrenden Bewegungen oder unter herabgefallenen Blättern nach Nahrung gesucht. Je nach jahreszeitlicher Verfügbarkeit wird auch der Nektar verschiedener Blütenpflanzen gern als Ergänzung des Speiseplans angenommen. Besonderer Bedeutung kommt hierbei den Blüten der Echten Aloe zu, die mit dem Schnabel auseinander gezwungen werden, um an den Nektar im Inneren gelangen zu können. Des Weiteren assoziieren sich die Vögel mit vom Menschen nach Puerto Rico eingeschleppten Rhesusaffen, wenn diese an verschiedenen Orten der Insel von Touristen gefüttert werden. Hierbei erbeuten die Gelbschulterstärlinge zumeist Obst und Gemüse oder Krümel von Brot oder Keksen.

### Fortpflanzung

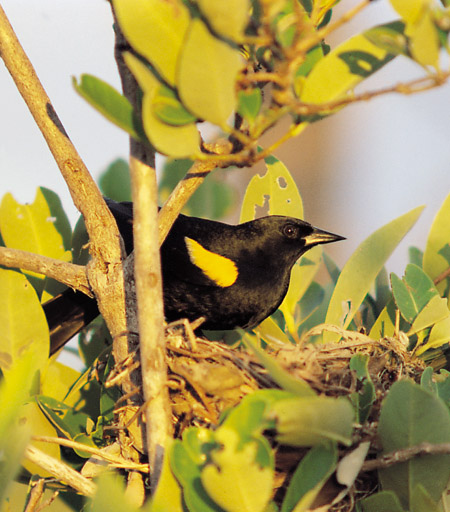
Nistender Gelbschulterstärling

Die Brutzeit beginnt mit dem Einsetzen stärkerer Regenfälle und der damit einhergehenden Bestandszunahme der Insekten in den Monaten April oder Mai. Während der Balz finden sich Gelbschulterstärlinge in größeren Gruppen an den Nistplätzen vergangener Jahre ein, wo die Männchen versuchen, die Weibchen mit einer Reihe von Zurschaustellungen für sich zu gewinnen. Häufig stehen die Männchen dabei singend in den Überresten eines alten Nests, dass sie durch Ziehen an den Nistmaterialien und durch kriechende Bewegungen auf der Brust wieder in Form zu bringen versuchen. Tatsächlich erneut für die Brut verwendet werden diese alten Nester jedoch am Ende nur selten. Gelegentlich wird in der Umgebung Nistmaterial gesammelt, das dann in der Nähe des Nests fallengelassen wird. Die Paarbildung erfolgt in der Regel circa sechs bis zehn Wochen vor Beginn der Eiablage. Dieser relativ lange Zeitraum wird zur Paarbindung genutzt und unterstützt die mindestens eine Brutzeit anhaltende Monogamie der Art.

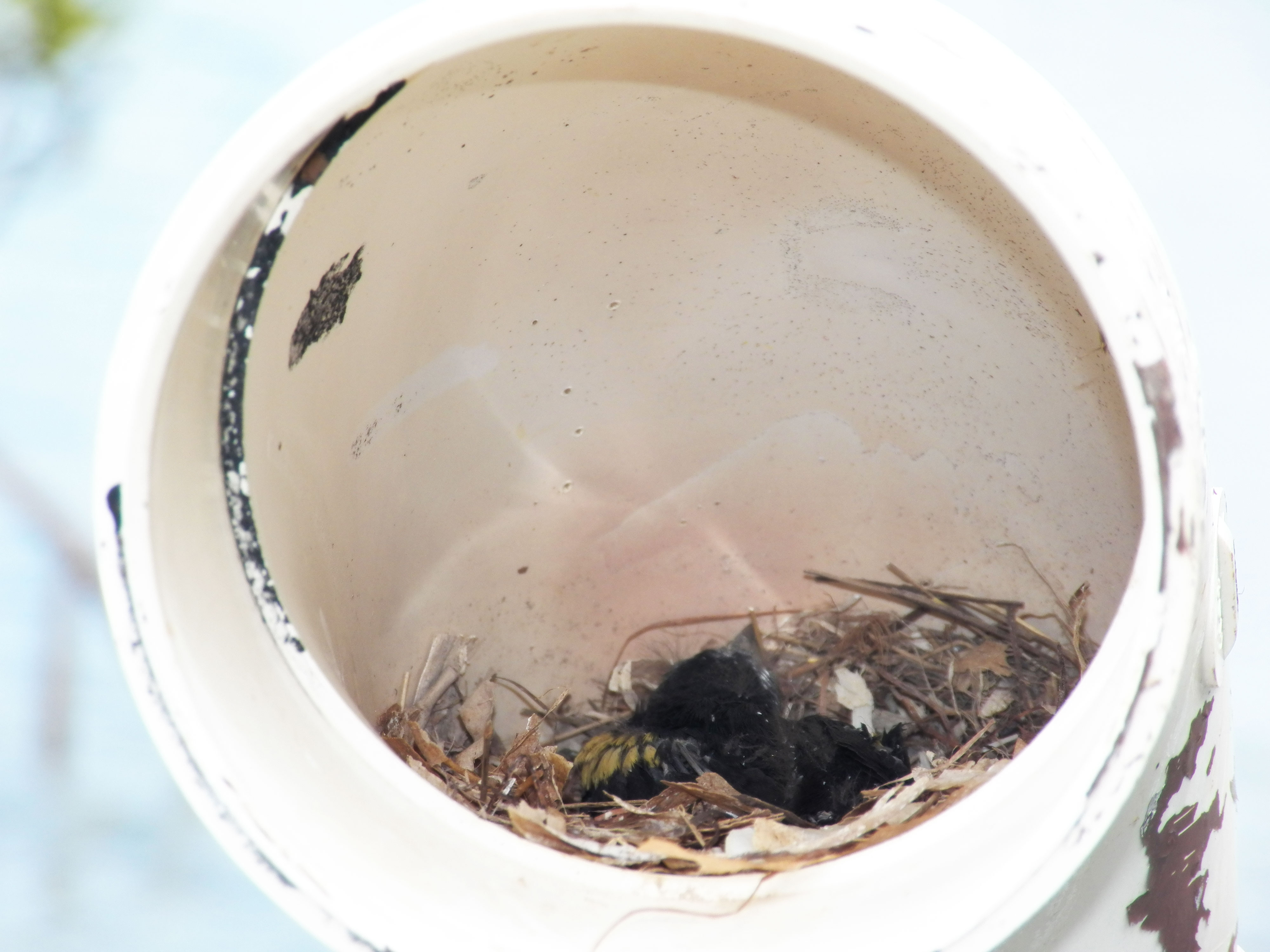
Blick in ein künstliches Nest aus PVC. Mindestens ein Jungvogel ist erkennbar.

Gelbschulterstärlinge neigen dazu ihre Nester in kleinen Gruppen zu vier bis sechs Paaren mit einigen Metern Abstand zwischen den einzelnen Nestern anzulegen. Ob in der Vergangenheit, vor den dramatischen Bestandsrückgängen, unter denen die Art zu leiden hatte, auch größere Kolonien gebildet wurden, ist nicht dokumentiert. Bei der Wahl ihrer Nistplätze ist die Art ausgesprochen flexibel und passt sich den Gegebenheiten in ihrem noch verbliebenen Verbreitungsgebiet an. So konnten bereits Nester in nur 20 cm Höhe auf den Zweigen von Mangroven, in Felsspalten von mehr als 20 m hohen Klippen oder auf winzigen vorgelagerten Inseln, bis zu 1500 m vor der eigentlichen Küstenlinie gefunden werden. Eine Präferenz kann höchstens für den Nestbau im Geäst des Schwarzen Olivenbaums festgestellt werden, sofern diese verfügbar sind. Ähnlich variabel und standortabhängig ist die Wahl des Nestmaterials, für das von Golftangen, Blättern und Gräsern über Federn und Bambuswurzeln bis hin zu Plastiktüten und Papierfetzen alles Mögliche verwendet wird. Die Vögel errichten daraus eine wenige Zentimeter durchmessende, tassenförmige Konstruktion mit einer Vertiefung in der Mitte, in die schließlich die Eier abgelegt werden. Um die Prädation durch Ratten zu erschweren, werden den Vögeln in besonders frequentierten Brutarealen seit den 1980er-Jahren auch künstliche Nester aus PVC und Draht zur Verfügung gestellt. Diese befinden sich oben auf einem Pfosten, an dem weiter unten ein 50 cm durchmessender Blechkegel befestigt ist, den die Ratten in der Regel nicht erklettern können. Diese künstlichen Strukturen wurden von den Gelbschulterstärlingen gut angenommen, zwischen 1989 und 1995 fanden fast alle Brutvorgänge in einem derartigen Nest statt. Die typische Gelegegröße liegt bei drei Eiern, in seltenen Fällen können auch zwei oder vier Eier vorkommen. Bebrütet werden sie ausschließlich durch das Weibchen, während das Männchen für die Verteidigung des Nests gegenüber Bedrohungen und die Versorgung seiner Partnerin mit Nahrung zuständig ist. Nach einer Inkubationszeit von etwa 12 bis 13 Tagen schlüpfen die jungen Gelbschulterstärlinge. Während der folgenden Nestlingsphase werden die Jungvögel von beiden Altvögeln gleichermaßen mit Nahrung versorgt. Diese Aufgabe kann eine erhebliche Belastung für die Eltern darstellen, da die Nester teilweise sehr abgelegen und weit von ergiebigen Nahrungsquellen entfernt errichtet werden. Dennoch zeigen die abgelegensten Nester auf unwirtlichen, vorgelagerten Inseln häufig den größten Bruterfolg, da sie seltener von Brutparasitismus durch den Seidenkuhstärling betroffen sind. Eine Anpassung an die teilweise sehr weiten Wege bei der Nahrungsbeschaffung stellt das Schlucken und Wieder-Hochwürgen von Nahrung dar, um auf einem Flug größere Mengen heranschaffen zu können. Dieses Verhalten wird bei verwandten Arten nur selten beobachtet. Eine weitere Besonderheit ist das Fehlen von parasitären Larven der Fliegen-Gattung Philornis bei Gelbschulterstärlings-Nestlingen, die ansonsten sehr viele Vogelarten auf Puerto Rico befallen. Dies ist offenbar auf eine effektive Gefiederpflege durch die Altvögel zurückzuführen. Nach 13 bis 16 Tagen endet mit dem Flüggewerden der Nachkommen auch die Pflege durch die Mutter. Allerdings werden die Jungvögel auch nach dem Verlassen des Nests noch für mindestens weitere 24 Tage von ihren Vätern gefüttert. Während weibliche Gelbschulterstärlinge bereits nach einem Jahr selbst geschlechtsreif werden, benötigen ihre männlichen Artgenossen hierfür ein Jahr länger.

## Verbreitung und Gefährdung

Verbreitungsgebiet des Gelbschulterstärlings auf Puerto Rico und Mona

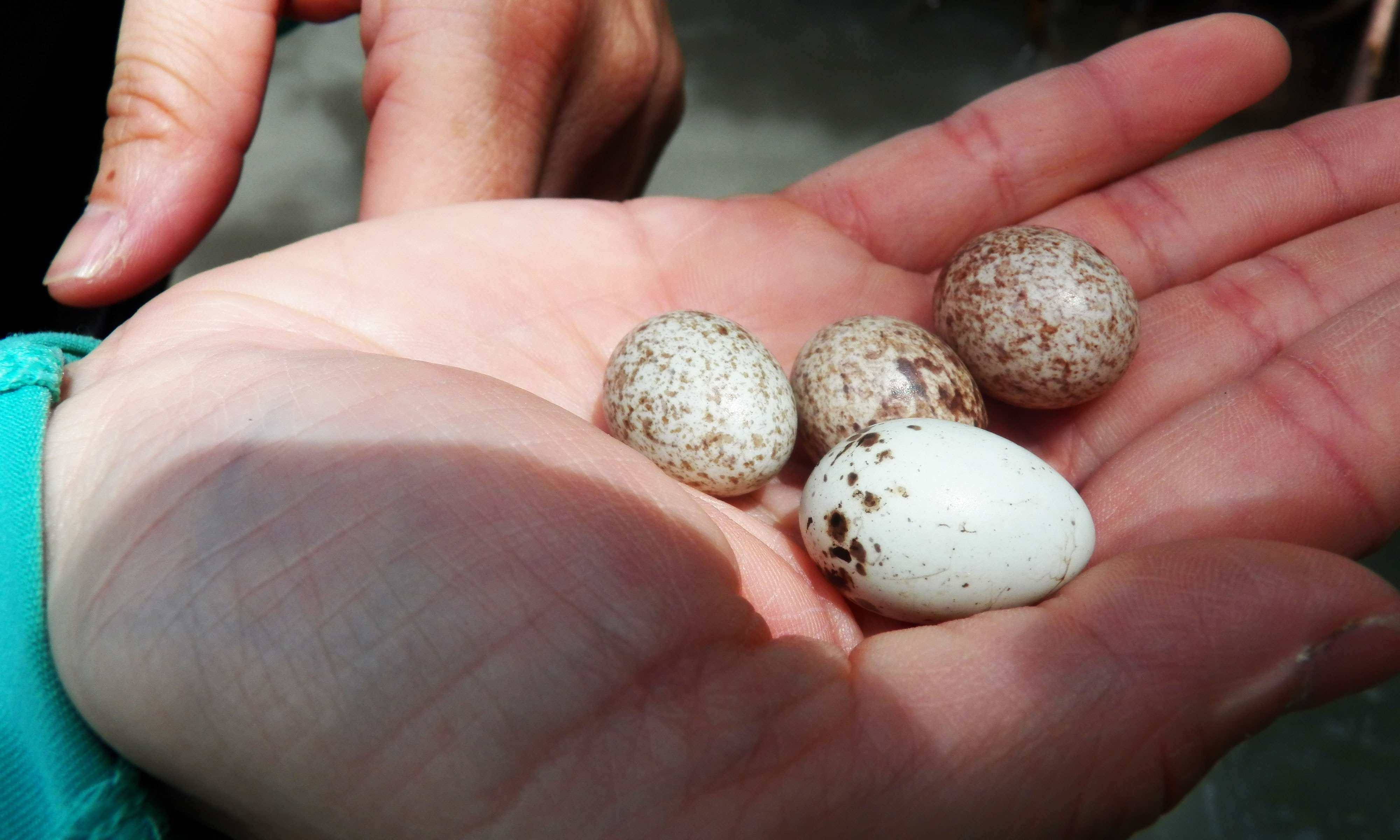
Gemeinsam in einem Gelbschulterstärlingsnest gefundene Eier von Gelbschulter- und Seidenkuhstärling. Das größere, weiße Ei im Vordergrund gehört zum Gelbschulterstärling.

Der Gelbschulterstärling kommt lediglich auf der zu den Vereinigten Staaten gehörenden Insel Puerto Rico, wo er historisch als häufig und leicht zu finden galt, sowie auf der 66 km westlich davon gelegenen kleinen Insel Mona vor. Bei der Population auf Mona handelt es sich um eine eigenständige Unterart. Als Folge eines erheblichen Bestandseinbruchs kann die Art auf Puerto Rico heute nur noch in einigen wenigen kleinen Gebieten an der Küste gefunden werden, die untereinander nicht zusammenhängend sind. Als Grund für diesen Bestandsrückgang gilt neben der Einführung der Hausratte (Rattus rattus) im Gefolge des Menschen, die Eier und Nestlinge erbeutet, vor allem die Ausbreitung des Seidenkuhstärlings nach Puerto Rico. Dieser ursprünglich aus Südamerika stammende Brutparasit breitet sich als Kulturfolger zunehmend nordwärts über die Inseln der Karibik aus und erreichte etwa zur Mitte des 20. Jahrhunderts auch Puerto Rico. Dort wurde der Gelbschulterstärling schnell zum bevorzugten Wirt der Art, die ihre Eier in fremde Nester legt und die Aufzucht der eigenen Jungen den Wirtseltern überlässt. Junge Seidenkuhstärlinge schlüpfen früher als die eigenen Jungen ihrer Wirte und zeigen ein aggressiveres Bettelverhalten, was ihnen einen zusätzlichen Vorteil verschafft. Infolgedessen sind viele parasitierte Gelbschulterstärlings-Paare nicht mehr in der Lage, eigene Nachkommen großzuziehen. Dieser Brutparasitismus führte seitdem zu kontinuierlich abnehmenden Bestandszahlen: Wurden in den 1970er-Jahren noch etwa 3000 Gelbschulterstärlinge gezählt, hatte sich diese Zahl bereits 10 Jahre später noch einmal auf 1500 Individuen halbiert. Den Tiefststand erreichten die Bestandszahlen mit weniger als 300 lebenden Exemplaren. Seitdem hat vor allem das Abfangen und Keulen von Seidenkuhstärlingen zu einer leichten Bestandszunahme auf etwa 800 Exemplare geführt. Die IUCN stuft den Gelbschulterstärling mit Stand 2016 trotz diverser Schutzmaßnahmen weiterhin als „stark gefährdet“ (Status endangered) ein.
Bedingt durch den genetischen Flaschenhals, den die Art in den 1970er- und 80er-Jahren durchschreiten musste, gilt die genetische Vielfalt der heute lebenden Individuen als eher schwach, was in der Zukunft einen zusätzlichen negativen Faktor für das Überleben der Art darstellen könnte. Eine Studie aus dem Jahr 2014 fand allerdings noch keine Hinweise auf Inzucht beim Gelbschulterstärling.

## Systematik
Die wissenschaftliche Erstbeschreibung des Gelbschulterstärlings stammt aus dem Jahr 1862 und geht auf den britischen Zoologen Philip Lutley Sclater zurück. Sclater nahm zunächst an, einen Vertreter der Trupiale vor sich zu haben und gab der neuen Art entsprechend den lateinischen Namen Icterus xanthomus. Phylogenetische Untersuchungen ergaben Ende des 20. Jahrhunderts, dass der auf Kuba und Hispaniola heimische Braunschulterstärling (A. humeralis) die Schwesterart des Gelbschulterstärlings sein muss. Beide gemeinsam stehen einer Klade bestehend aus den beiden in Nordamerika verbreiteten Arten der Gattung Agelaius gegenüber. Heute wird innerhalb der Art neben der Nominatform A. x. xanthomus noch die Unterart A. x. monensis, erstbeschrieben im Jahr 1945 durch Ventura Barnés, Jr., als valide angesehen. Ihr Verbreitungsgebiet liegt auf der kleinen Insel Mona, wo die Nominatform entsprechend fehlt. Als Unterscheidungsmerkmale dienen – neben einer weniger kräftigen gelben Färbung des Schulterflecks – weiße bis schwach gelbliche Konturfedern am Mittelflügel.
- A. x. xanthomus (Sclater, PL, 1862)
- A. x. monensis Barnes, Jr., 1945